# Бернеј (Сома)
Бернеј (фр. Berneuil) насеље је и општина у североисточној Француској у региону Пикардија, у департману Сома која припада префектури Амјен.
По подацима из 2011. године у општини је живело 263 становника, а густина насељености је износила 47,73 становника/km². Општина се простире на површини од 5,51 km². Налази се на средњој надморској висини од 138 метара (максималној 146 m, а минималној 78 m).

## Демографија
| 1962. | 1968. | 1975. | 1982. | 1990. | 1999. | 2011. |
| ----- | ----- | ----- | ----- | ----- | ----- | ----- |
| 203   | 234   | 250   | 213   | 211   | 214   | 263   |

График промене броја становника у току последњих година